# Mejor hablar de ciertas cosas
Mejor hablar de ciertas cosas es un programa de televisión argentino, creado y producido por Rosstoc para el Canal Encuentro. De carácter educativo-documental, los episodios tienen como eje principal diferentes temáticas relacionadas con la adolescencia. La conducción estuvo a cargo de Gastón Pauls.

## Episodios

### Primera temporada (2008)
- Episodio 1: Paco

- Episodio 2: Seguridad vial: Urbana

- Episodio 3: VIH

- Episodio 4: Alcoholismo: Abuso

- Episodio 5: Embarazo adolescente

- Episodio 6: Drogas

- Episodio 7: Seguridad vial: Rutas

- Episodio 8: Alcoholismo: Adicción

### Segunda temporada (2008)
- Episodio 1: Discriminación

- Episodio 2: Violencia

- Episodio 3: Tabaquismo

- Episodio 4: Cuerpo adolescente

- Episodio 5: Abandono escolar

- Episodio 6: Bulimia y anorexia

- Episodio 7: Obesidad

- Episodio 8: Educación sexual

### Tercera temporada (2009)
- Episodio 1: Vocación

- Episodio 2: Primer empleo

- Episodio 3: Psicología adolescente

- Episodio 4: El hogar propio

- Episodio 5: Uso y abuso de tecnología

- Episodio 6: Jóvenes comprometidos

- Episodio 7: Primer amor

- Episodio 8: Nuevas familias